# Конъюнкция
Конъю́нкция (от лат. conjunctio — «союз, связь») — логическая операция, по смыслу максимально приближенная к союзу «и». Синонимы: логи́ческое «И», логи́ческое умноже́ние, иногда просто «И».
Конъюнкция может быть бинарной операцией (т. e. иметь два операнда), тернарной операцией (т. e. иметь три операнда), или n-арной операцией (т. e. иметь n операндов).
Инверсией конъюнкции является штрих Шеффера.

## Обозначения
Наиболее часто встречаются следующие обозначения для операции конъюнкции:
{\displaystyle a\land b,\quad a\And \And b,\quad a\And b,\quad a\cdot b,\quad a\,\,\mathrm {AND} \,\,b,\quad \min(a,b)}
(в случае использования точки, как знака логического умножения, этот знак, как и при обычном умножении в алгебре, может быть опущен: {\displaystyle ab}).
При этом обозначение {\displaystyle a\land b}, рекомендованное стандартом ISO 31-11, наиболее широко распространено в современной математике и математической логике, где оно, впрочем, конкурирует со знаком амперсанда &; последний, появившись ещё в I веке до н. э. как графическое сокращение (лигатура) латинского союза et ‘и’, уже Якобом и Иоганном Бернулли в 1685 году использовался в качестве логической связки (у них он, однако, связывал не высказывания, а понятия). Джордж Буль (а за ним — и другие пионеры систематического применения символического метода к логике: У. С. Джевонс, Э. Шрёдер, П. С. Порецкий) обозначал конъюнкцию знаком {\displaystyle \cdot } — как обычное умножение. Символ ⋀ (перевёрнутый знак дизъюнкции) в качестве обозначения конъюнкции был предложен Арендом Гейтингом (1930).
Обозначение ⋀ для конъюнкции было использовано и в раннем языке программирования Алгол 60. Однако из-за отсутствия соответствующего символа в стандартных наборах символов (например, в ASCII или EBCDIC), применявшихся на большинстве компьютеров, в получивших наибольшее распространение языках программирования были предусмотрены иные обозначения для конъюнкции. Так, в Фортране IV и PL/I применялись соответственно обозначения .AND. и & (с возможностью замены последнего на ключевое слово AND); в языках Паскаль и Ада используется зарезервированное слово and; в языках C и C++ применяются обозначения & для побитовой конъюнкции и && для логической конъюнкции).
Наконец, при естественном упорядочении значений истинности двузначной логики (когда полагают, что {\displaystyle 0<1}), оказывается, что {\displaystyle (a\land b)\,=\,\min(a,b).} Таким образом, конъюнкция оказывается частным случаем операции вычисления минимума; это открывает наиболее естественный способ определить операцию конъюнкции в системах многозначной логики (хотя иногда рассматривают и другие способы обобщения конъюнкции — например, такой: {\displaystyle (a\land b)\,=\,ab\;(\operatorname {mod} k)} в случае k-значной логики, в которой множество значений истинности представлено начальным отрезком {\displaystyle \{0,\dots ,k-1\}} полугруппы {\displaystyle \mathbb {N} } натуральных чисел).

## Булева алгебра
Определение.

Логическая функция MIN в двухзначной (двоичной) логике называется конъюнкция (логи́ческое «И», логи́ческое умноже́ние или просто «И»).
Правило: результат равен наименьшему операнду.
Описание.

В булевой алгебре конъюнкция — это функция двух, трёх или более переменных (они же — операнды операции, они же — аргументы функции). Переменные могут принимать значения из множества {\displaystyle \{0,1\}}. Результат также принадлежит множеству {\displaystyle \{0,1\}}. Вычисление результата производится по простому правилу, либо по таблице истинности. Вместо значений {\displaystyle 0,1} может использоваться любая другая пара подходящих символов, например {\displaystyle false,true} или {\displaystyle F,T} или «ложь», «истина», но при таком обозначении необходимо дополнительно доопределять старшинство, например, {\displaystyle true>false}, при цифровом обозначении старшинство естественно {\displaystyle 1>0}. 

Правило: результат равен {\displaystyle 1}, если все операнды равны {\displaystyle 1}; во всех остальных случаях результат равен {\displaystyle 0}.
Таблицы истинности:

для бинарной конъюнкции
| {\displaystyle a} | {\displaystyle b} | {\displaystyle a\land b} |
| ----------------- | ----------------- | ------------------------ |
| {\displaystyle 0} | {\displaystyle 0} | {\displaystyle 0}        |
| {\displaystyle 1} | {\displaystyle 0} | {\displaystyle 0}        |
| {\displaystyle 0} | {\displaystyle 1} | {\displaystyle 0}        |
| {\displaystyle 1} | {\displaystyle 1} | {\displaystyle 1}        |

для тернарной конъюнкции
| {\displaystyle a} | {\displaystyle b} | {\displaystyle c} | {\displaystyle a\land b\land c} |
| ----------------- | ----------------- | ----------------- | ------------------------------- |
| 0                 | 0                 | 0                 | 0                               |
| 1                 | 0                 | 0                 | 0                               |
| 0                 | 1                 | 0                 | 0                               |
| 1                 | 1                 | 0                 | 0                               |
| 0                 | 0                 | 1                 | 0                               |
| 1                 | 0                 | 1                 | 0                               |
| 0                 | 1                 | 1                 | 0                               |
| 1                 | 1                 | 1                 | 1                               |

Конъюнкция коммутативна, ассоциативна и дистрибутивна по отношению к слабой дизъюнкции.

## Многозначная логика
Операции, называемой в двоичной логике конъюнкция, в многозначных логиках обычно сопоставляется операция минимум: {\displaystyle min(a,b)}, где {\displaystyle a,b\in \{0,\dots ,k-1\},} а {\displaystyle k} — значность логики; впрочем, возможны и другие варианты обобщения обычной конъюнкции на многозначный случай. Как правило, стараются сохранить совместимость с булевой алгеброй для значений операндов {\displaystyle 0} и {\displaystyle k-1}.
Название этой операции минимум имеет смысл в логиках с любой значностью, в том числе и в двоичной логике, а названия конъюнкция, логи́ческое «И», логическое умноже́ние и просто «И» характерны для двоичной логики, а при переходе к многозначным логикам используются реже.

## Классическая логика
В классическом исчислении высказываний свойства конъюнкции определяются с помощью аксиом. Классическое исчисление высказываний может быть задано разными системами аксиом, и некоторые из них будут описывать свойства конъюнкции. Один из самых распространённых вариантов включает 3 аксиомы для конъюнкции:

{\displaystyle a\land b\to a}

{\displaystyle a\land b\to b}

{\displaystyle a\to (b\to (a\land b))}
С помощью этих аксиом можно доказать другие формулы, содержащие операцию конъюнкции. Обратите внимание, что в классическом исчислении высказываний не происходит вычисления результата по значениям операндов (как в булевой алгебре), а требуется доказать формулу как единое целое на основе аксиом и правил вывода.

## Схемотехника

Логический элемент «И»

Логический элемент, реализующий функцию конъюнкции, называется схемой совпадения. Мнемоническое правило для конъюнкции с любым количеством входов звучит так: На выходе будет:
- «1» тогда и только тогда, когда на всех входах есть «1»,
- «0» тогда и только тогда, когда хотя бы на одном входе есть «0»

## Теория множеств
С точки зрения теории множеств, конъюнкция аналогична операции пересечения.

## Программирование
В компьютерных языках используется два основных варианта конъюнкции: логическое «И» и побитовое (поразрядное) «И». Например, в языках C/C++ логическое «И» обозначается символом «&&», а побитовое — символом «&». В терминологии, используемой в C#, операцию «&» принято называть логическим «И», а операцию «&&» — условным «И», поскольку значения операндов являются условиями для продолжения вычисления. В языках Pascal/Delphi оба вида конъюнкции обозначаются с использованием ключевого слова «and», а результат действия определяется типом операндов. Если операнды имеют логический тип (например, Boolean) — выполняется логическая операция, если целочисленный (например, Byte) — поразрядная.
Логическое «И» применяется в операторах условного перехода или в аналогичных случаях, когда требуется получение результата {\displaystyle false} или {\displaystyle true}. Например:
```
if
 
(
a
 
&
 
b
 
&
 
c
)
 

{

    
/* какие-то действия */

};

```

Сравнение в данном случае будет продолжаться до конца выражения, независимо от промежуточных результатов.
Принцип работы условного «И» в аналогичной ситуации:
```
a
 
=
 
false
;
 
b
 
=
 
true
;
 
c
 
=
 
true
;

if
 
(
a
 
&&
 
b
 
&&
 
c
)
 

{

    
/* какие-то действия */
 

};

```

Проверка истинности выражения в данном случае остановится после проверки переменной a, так как дальнейшее сравнение не имеет смысла.
Результат будет равен {\displaystyle true}, если оба операнда равны {\displaystyle true} (для числовых типов не равны {\displaystyle 0}). В любом другом случае результат будет равен {\displaystyle false}.

При этом применяется стандартное соглашение: если значение левого операнда равно {\displaystyle false}, то значение правого операнда не вычисляется (вместо {\displaystyle b} может стоять сложная формула). Такое соглашение ускоряет исполнение программы и служит полезным приёмом в некоторых случаях. Компилятор Delphi поддерживает специальную директиву, включающую 
```
{$B-}

```

 или выключающую 
```
{$B+}

```

 подобное поведение. Например, если левый операнд проверяет возможность вычисления правого операнда:
```
if
 
(
a
 
!=
 
0
 
&&
 
b
 
/
 
a
 
>
 
3
)
 

{

    
/* какие-то действия */

};

```

В этом примере, благодаря проверке в левом операнде, в правом операнде никогда не произойдёт деления на ноль.
Побитовое «И» выполняет обычную операцию булевой алгебры для всех битов левого и правого операнда попарно. Например,
| если    |                              |
| a =     | {\displaystyle 01100101_{2}} |
| b =     | {\displaystyle 00101001_{2}} |
| то      |                              |
| a И b = | {\displaystyle 00100001_{2}} |

## Связь с естественным языком
Часто указывают на сходство между конъюнкцией и союзом «и» в естественном языке. Составное утверждение «A и B» считается истинным, когда истинны оба утверждения A и B, в противном случае составное утверждение ложно. Это в точности соответствует определению конъюнкции в булевой алгебре, если «истину» обозначать как {\displaystyle 1}, а «ложь» как {\displaystyle 0}. При этом часто делают стандартную оговорку о неоднозначности естественного языка. Например, в зависимости от контекста союз «и» может нести дополнительный оттенок «и тогда», «и поэтому», «и потом». Отличие логики естественного языка от математической выразил американский математик Стивен Клини, заметив, что в естественном языке «Мэри вышла замуж и родила ребёнка» — не то же самое, что «Мэри родила ребёнка и вышла замуж».